# 逆向物流
逆向物流是将产品和材料向供应链上游流动、及回收或处置产品而将产品从消费端或配送中心等供应链下游运走的过程。逆向物流也可能包含再制造和翻新的过程。绿色供应链管理理念和实践的发展使逆向物流也变得愈加重要。在过去二十年里对逆向物流讨论的文章数量显著增加。James R. Stock在物流管理委员会1992年出版的《逆向物流 (1998) 》白皮书中首次使用该术语，该理念在《逆向物流计划的开发和实践》以及《后退一步：逆向物流趋势和实践》发表之后进一步得到完善。逆向物流包括管理和销售多余的产品，以及在设备租赁业务中返还机器设备。通常的物流将产品运往客户；但逆向物流中，产品在供应链中会回流。例如：货物从客户返还给到分销商或制造商。
制造商的产品经由供应链运往需求端（分销商/客户），在交付后对产品进行任何的处理时均会涉及到逆向物流。如果产品存在质量问题，客户将退回产品给制造商，随后制造商必须将残次产品进行运输、测试、拆卸、修理、回收或处置。通过供应链反向运输，确保对产品进行以上处理的即是逆向物流。

## 业务影响
現在，许多零售商视商品退货为独立的交易。零售商和供应商面临的挑战是如何快速高效并划算地处理退货。客户需求促进了对包括包括准确性和实效性在内的高水平服务的需求。“缩短从退货到转售的流程是物流公司的责任。”通过采用退货管理的最佳实践，零售商可实现既能运营产品退货，又能保证客户留存的退货流程。此外，由于逆向物流与客户留存之间存在紧密的联系，逆向物流已成为服务生命周期管理 (SLM) 中的一个关键部分，通过将公司的服务数据并与其他服务一同协调处理，实现更高效率客户留存的业务战略。
逆向物流不仅仅是退货管理，也要减少、把关退货、对退回的货物进行处置和其他售后供应链问题相关的一系列活动”。退货管理将营销和物流紧密相连，也影响公司间的竞争。逆向物流可推动在公司内部的跨部门、跨职能协作，公司也会因内部工作的整合而受益，提高了对外部因素对退货管理的影响下做出计划和反应的能力。公司的退货计划中，其中的主要因素包含退货材料的剩余价值以及如何回收。“退回的产品或零件可以退还给供应商以供他们生产使用”。
第三方物流统计，产品返还的成本占企业营业额约7%。企业关于逆向物流的合同是高度定制化的，来适应不同公司规模和类别。第三方物流公司藉此可以实现12%-15%的利润。